# Grenada County
Grenada County är ett administrativt område i delstaten Mississippi, USA. År 2010 hade countyt 21 906 invånare. Den administrativa huvudorten (county seat) är Grenada. 

## Geografi
Enligt United States Census Bureau så har countyt en total area på 1 163 km². 1 090 km² av den arean är land och 73 km² är vatten. 

### Angränsande countyn
- Yalobusha County - nord
- Calhoun County - öst
- Webster County - sydöst
- Montgomery County - sydost
- Carroll County - syd
- Leflore County - väst
- Tallahatchie County - nordväst